# Giro d’Italia 2018
Giro d’Italia 2018 – 101. edycja wyścigu kolarskiego Giro d’Italia, odbywająca się w dniach 4–27 maja 2018. Liczył dwadzieścia jeden etapów o łącznym dystansie 3546,2 km. Impreza kategorii 2.UWT była częścią UCI World Tour 2018.

## Uczestnicy
Na starcie wyścigu stanęły dwadzieścia dwie drużyny. Wśród nich znalazło się osiemnaście ekip UCI World Tour 2018 oraz cztery inne zaproszone przez organizatorów.
| Numery  | Kod | Drużyna                     |
| ------- | --- | --------------------------- |
| 1-8     | SUN | Team Sunweb                 |
| 11-18   | ALM | Ag2r-La Mondiale            |
| 21-28   | ANS | Androni–Sidermec–Bottecchia |
| 31-38   | AST | Astana Pro Team             |
| 41-48   | TBM | Bahrain-Merida              |
| 51-58   | BRD | Bardiani CSF                |
| 61-68   | BMC | BMC Racing Team             |
| 71-78   | BOH | Bora-Hansgrohe              |
| 81-88   | GFC | Groupama-FDJ                |
| 91-98   | ICA | Israel Cycling Academy      |
| 101-109 | LTS | Lotto Soudal                |

| Numery  | Kod | Drużyna                       |
| ------- | --- | ----------------------------- |
| 111-118 | MTS | Mitchelton-Scott              |
| 121-128 | MOV | Movistar Team                 |
| 131-138 | QST | Quick-Step Floors             |
| 141-148 | DDD | Dimension Data                |
| 151-158 | EFD | EF Education First-Drapac     |
| 161-168 | KAT | Team Katusha-Alpecin          |
| 171-178 | TLJ | Team LottoNL-Jumbo            |
| 181-188 | SKY | Team Sky                      |
| 191-198 | TFS | Trek-Segafredo                |
| 201-208 | UAE | UAE Team Emirates             |
| 211-218 | WIL | Wilier Triestina-Selle Italia |

## Etapy
| Etap | Data    | Start – Meta                             | km            | Typ           | Zwycięzca etapu       | Lider         |
| ---- | ------- | ---------------------------------------- | ------------- | ------------- | --------------------- | ------------- |
| 1.   | 4 maja  | Jerozolima                               | 9,7           | ITT           | Tom Dumoulin          | Tom Dumoulin  |
| 2.   | 5 maja  | Hajfa – Tel Awiw                         | 167           | Płaski        | Elia Viviani          | Rohan Dennis  |
| 3.   | 6 maja  | Beer Szewa – Ejlat                       | 233           | Pagórkowaty   | Elia Viviani          | Rohan Dennis  |
|      | 7 maja  | Dzień przerwy                            | Dzień przerwy | Dzień przerwy | Dzień przerwy         | Dzień przerwy |
| 4.   | 8 maja  | Katania – Caltagirone                    | 191           | Pagórkowaty   | Tim Wellens           | Rohan Dennis  |
| 5.   | 9 maja  | Agrigento – Santa Ninfa                  | 152           | Pagórkowaty   | Enrico Battaglin      | Rohan Dennis  |
| 6.   | 10 maja | Caltanissetta – Etna                     | 163           | Górski        | Esteban Chaves        | Simon Yates   |
| 7.   | 11 maja | Pizzo – Praia a Mare                     | 159           | Płaski        | Sam Bennett           | Simon Yates   |
| 8.   | 12 maja | Praia a Mare – Montevergine              | 209           | Górski        | Richard Carapaz       | Simon Yates   |
| 9.   | 13 maja | Pesco Sannita – Gran Sasso d’Italia      | 224           | Górski        | Simon Yates           | Simon Yates   |
|      | 14 maja | Dzień przerwy                            | Dzień przerwy | Dzień przerwy | Dzień przerwy         | Dzień przerwy |
| 10.  | 15 maja | Penne – Gualdo Tadino                    | 239           | Pagórkowaty   | Matej Mohorič         | Simon Yates   |
| 11.  | 16 maja | Asyż – Osimo                             | 156           | Pagórkowaty   | Simon Yates           | Simon Yates   |
| 12.  | 17 maja | Osimo – Imola                            | 213           | Płaski        | Sam Bennett           | Simon Yates   |
| 13.  | 18 maja | Ferrara – Nervesa della Battaglia        | 180           | Płaski        | Elia Viviani          | Simon Yates   |
| 14.  | 19 maja | San Vito al Tagliamento – Monte Zoncolan | 181           | Górski        | Chris Froome          | Simon Yates   |
| 15.  | 20 maja | Tolmezzo – Sappada                       | 176           | Pagórkowaty   | Simon Yates           | Simon Yates   |
|      | 21 maja | Dzień przerwy                            | Dzień przerwy | Dzień przerwy | Dzień przerwy         | Dzień przerwy |
| 16.  | 22 maja | Trydent – Rovereto                       | 34,5          | ITT           | Rohan Dennis          | Simon Yates   |
| 17.  | 23 maja | Riva del Garda – Iseo                    | 155           | Pagórkowaty   | Elia Viviani          | Simon Yates   |
| 18.  | 24 maja | Abbiategrasso – Prato Nevoso             | 196           | Pagórkowaty   | Maximilian Schachmann | Simon Yates   |
| 19.  | 25 maja | Venaria Reale – Bardonecchia             | 181           | Górski        | Chris Froome          | Chris Froome  |
| 20.  | 26 maja | Suza – Breuil-Cervinia                   | 214           | Górski        | Mikel Nieve           | Chris Froome  |
| 21.  | 27 maja | Rzym – Rzym                              | 118           | Płaski        | Sam Bennett           | Chris Froome  |

### Etap 1 – 04.05: Jerozolima – Jerozolima – 9,7 km
| #  | Zawodnik           | Zespół | Czas    |
| -- | ------------------ | ------ | ------- |
| 1. | Tom Dumoulin       | SUN    | 12' 02" |
| 2. | Rohan Dennis       | BMC    | + 2"    |
| 3. | Victor Campenaerts | LTS    | + 2"    |

| #  | Zawodnik           | Zespół | Czas    |
| -- | ------------------ | ------ | ------- |
| 1. | Tom Dumoulin       | SUN    | 12' 02" |
| 2. | Rohan Dennis       | BMC    | + 2"    |
| 3. | Victor Campenaerts | LTS    | + 2"    |

### Etap 2 – 05.05: Hajfa – Tel Awiw – 167 km
| #  | Zawodnik       | Zespół | Czas       |
| -- | -------------- | ------ | ---------- |
| 1. | Elia Viviani   | QST    | 3h 51' 20" |
| 2. | Jakub Mareczko | WIL    | + 0"       |
| 3. | Sam Bennett    | BOH    | + 0"       |

| #  | Zawodnik           | Zespół | Czas       |
| -- | ------------------ | ------ | ---------- |
| 1. | Rohan Dennis       | BMC    | 4h 03' 21" |
| 2. | Tom Dumoulin       | SUN    | + 1"       |
| 3. | Victor Campenaerts | LTS    | + 3"       |

### Etap 3 – 06.05: Beer Szewa – Ejlat – 233 km
| #  | Zawodnik     | Zespół | Czas       |
| -- | ------------ | ------ | ---------- |
| 1. | Elia Viviani | QST    | 5h 02' 09" |
| 2. | Sacha Modolo | EFD    | + 0"       |
| 3. | Sam Bennett  | BOH    | + 0"       |

| #  | Zawodnik       | Zespół | Czas       |
| -- | -------------- | ------ | ---------- |
| 1. | Rohan Dennis   | BMC    | 9h 05' 30" |
| 2. | Tom Dumoulin   | SUN    | + 1"       |
| 3. | José Gonçalves | KAT    | + 13"      |

### Etap 4 – 08.05: Katania – Caltagirone – 191 km
| #  | Zawodnik         | Zespół | Czas       |
| -- | ---------------- | ------ | ---------- |
| 1. | Tim Wellens      | LTS    | 5h 17' 34" |
| 2. | Michael Woods    | EFD    | + 0"       |
| 3. | Enrico Battaglin | TLJ    | + 0"       |

| #  | Zawodnik     | Zespół | Czas        |
| -- | ------------ | ------ | ----------- |
| 1. | Rohan Dennis | BMC    | 14h 23' 08" |
| 2. | Tom Dumoulin | SUN    | + 1"        |
| 3. | Simon Yates  | MTS    | + 17"       |

### Etap 5 – 09.05: Agrigento – Santa Ninfa – 152 km
| #  | Zawodnik          | Zespół | Czas       |
| -- | ----------------- | ------ | ---------- |
| 1. | Enrico Battaglin  | TLJ    | 4h 06' 33" |
| 2. | Giovanni Visconti | TBM    | + 0"       |
| 3. | José Gonçalves    | KAT    | + 0"       |

| #  | Zawodnik     | Zespół | Czas        |
| -- | ------------ | ------ | ----------- |
| 1. | Rohan Dennis | BMC    | 18h 29' 41" |
| 2. | Tom Dumoulin | SUN    | + 1"        |
| 3. | Simon Yates  | MTS    | + 17"       |

### Etap 6 – 10.05: Caltanissetta – Etna – 163 km
| #  | Zawodnik       | Zespół | Czas       |
| -- | -------------- | ------ | ---------- |
| 1. | Esteban Chaves | MTS    | 4h 16' 11" |
| 2. | Simon Yates    | MTS    | + 0"       |
| 3. | Thibaut Pinot  | GFC    | + 26"      |

| #  | Zawodnik       | Zespół | Czas        |
| -- | -------------- | ------ | ----------- |
| 1. | Simon Yates    | MTS    | 22h 46' 03" |
| 2. | Tom Dumoulin   | SUN    | + 16"       |
| 3. | Esteban Chaves | MTS    | + 17"       |

### Etap 7 – 11.05: Pizzo – Praia a Mare – 159 km
| #  | Zawodnik          | Zespół | Czas       |
| -- | ----------------- | ------ | ---------- |
| 1. | Sam Bennett       | BOH    | 3h 45' 27" |
| 2. | Elia Viviani      | QST    | + 0"       |
| 3. | Niccolò Bonifazio | TBH    | + 0"       |

| #  | Zawodnik       | Zespół | Czas        |
| -- | -------------- | ------ | ----------- |
| 1. | Simon Yates    | MTS    | 26h 31' 30" |
| 2. | Tom Dumoulin   | SUN    | + 16"       |
| 3. | Esteban Chaves | MTS    | + 26"       |

### Etap 8 – 12.05: Praia a Mare – Montevergine – 209 km
| #  | Zawodnik        | Zespół | Czas       |
| -- | --------------- | ------ | ---------- |
| 1. | Richard Carapaz | MOV    | 5h 11' 35" |
| 2. | Davide Formolo  | BOH    | + 7"       |
| 3. | Thibaut Pinot   | GFC    | + 7"       |

| #  | Zawodnik       | Zespół | Czas        |
| -- | -------------- | ------ | ----------- |
| 1. | Simon Yates    | MTS    | 31h 43' 12" |
| 2. | Tom Dumoulin   | SUN    | + 16"       |
| 3. | Esteban Chaves | MTS    | + 26"       |

### Etap 9 – 13.05: Pesco Sannita – Gran Sasso d' Italia – 224 km
| #  | Zawodnik       | Zespół | Czas       |
| -- | -------------- | ------ | ---------- |
| 1. | Simon Yates    | MTS    | 5h 54' 13" |
| 2. | Thibaut Pinot  | GFC    | + 0"       |
| 3. | Esteban Chaves | MTS    | + 0"       |

| #  | Zawodnik       | Zespół | Czas        |
| -- | -------------- | ------ | ----------- |
| 1. | Simon Yates    | MTS    | 37h 37' 15" |
| 2. | Esteban Chaves | MTS    | + 32"       |
| 3. | Tom Dumoulin   | SUN    | + 38"       |

### Etap 10 – 15.05: Penne – Gualdo Tadino – 239 km
| #  | Zawodnik      | Zespół | Czas       |
| -- | ------------- | ------ | ---------- |
| 1. | Matej Mohorič | TBH    | 6h 04' 52" |
| 2. | Nico Denz     | ALM    | + 0"       |
| 3. | Sam Bennett   | BOH    | + 34"      |

| #  | Zawodnik      | Zespół | Czas        |
| -- | ------------- | ------ | ----------- |
| 1. | Simon Yates   | MTS    | 43h 42' 38" |
| 2. | Tom Dumoulin  | SUN    | + 41"       |
| 3. | Thibaut Pinot | GFC    | + 46"       |

### Etap 11 – 16.05: Asyż – Osino – 156 km
| #  | Zawodnik       | Zespół | Czas       |
| -- | -------------- | ------ | ---------- |
| 1. | Simon Yates    | MTS    | 3h 25' 53" |
| 2. | Tom Dumoulin   | SUN    | + 2"       |
| 3. | Davide Formolo | BOH    | + 5"       |

| #  | Zawodnik      | Zespół | Czas        |
| -- | ------------- | ------ | ----------- |
| 1. | Simon Yates   | MTS    | 47h 08' 21" |
| 2. | Tom Dumoulin  | SUN    | + 47"       |
| 3. | Thibaut Pinot | GFC    | + 1' 04"    |

### Etap 12 – 17.05: Osino – Imola – 213 km
| #  | Zawodnik          | Zespół | Czas       |
| -- | ----------------- | ------ | ---------- |
| 1. | Sam Bennett       | BOH    | 4h 49' 34" |
| 2. | Danny van Poppel  | TLJ    | + 0"       |
| 3. | Niccolò Bonifazio | TBH    | + 0"       |

| #  | Zawodnik      | Zespół | Czas        |
| -- | ------------- | ------ | ----------- |
| 1. | Simon Yates   | MTS    | 51h 57' 55" |
| 2. | Tom Dumoulin  | SUN    | + 47"       |
| 3. | Thibaut Pinot | GFC    | + 1' 04"    |

### Etap 13 – 18.05: Ferrara – Nervesa della Battaglia – 180 km
| #  | Zawodnik         | Zespół | Czas       |
| -- | ---------------- | ------ | ---------- |
| 1. | Elia Viviani     | QST    | 3h 56' 25" |
| 2. | Sam Bennett      | BOH    | + 0"       |
| 3. | Danny van Poppel | TLJ    | + 0"       |

| #  | Zawodnik      | Zespół | Czas        |
| -- | ------------- | ------ | ----------- |
| 1. | Simon Yates   | MTS    | 55h 54' 20" |
| 2. | Tom Dumoulin  | SUN    | + 47"       |
| 3. | Thibaut Pinot | GFC    | + 1' 04"    |

### Etap 14 – 19.05: San Vito al Tagliamento – Monte Zoncolan – 181 km
| #  | Zawodnik           | Zespół | Czas       |
| -- | ------------------ | ------ | ---------- |
| 1. | Chris Froome       | SKY    | 5h 25' 31" |
| 2. | Simon Yates        | MTS    | + 6"       |
| 3. | Domenico Pozzovivo | TBM    | + 23"      |

| #  | Zawodnik           | Zespół | Czas        |
| -- | ------------------ | ------ | ----------- |
| 1. | Simon Yates        | MTS    | 61h 19' 51" |
| 2. | Tom Dumoulin       | SUN    | + 1' 24"    |
| 3. | Domenico Pozzovivo | TBM    | + 1' 37"    |

### Etap 15 – 20.05: Tolmezzo – Sappada – 176 km
| #  | Zawodnik           | Zespół | Czas       |
| -- | ------------------ | ------ | ---------- |
| 1. | Simon Yates        | MTS    | 4h 37' 56" |
| 2. | Miguel Ángel López | AST    | + 41"      |
| 3. | Tom Dumoulin       | SUN    | + 41"      |

| #  | Zawodnik           | Zespół | Czas        |
| -- | ------------------ | ------ | ----------- |
| 1. | Simon Yates        | MTS    | 65h 57' 37" |
| 2. | Tom Dumoulin       | SUN    | + 2' 11"    |
| 3. | Domenico Pozzovivo | TBM    | + 2' 28"    |

### Etap 16 – 22.05: Trydent – Rovereto – 34,5 km
| #  | Zawodnik     | Zespół | Czas    |
| -- | ------------ | ------ | ------- |
| 1. | Rohan Dennis | BMC    | 40' 00" |
| 2. | Tony Martin  | KAT    | + 14"   |
| 3. | Tom Dumoulin | SUN    | + 22"   |

| #  | Zawodnik           | Zespół | Czas        |
| -- | ------------------ | ------ | ----------- |
| 1. | Simon Yates        | MTS    | 66h 39' 14" |
| 2. | Tom Dumoulin       | SUN    | + 56"       |
| 3. | Domenico Pozzovivo | TBM    | + 3' 11"    |

### Etap 17 – 23.05: Riva del Garda – Iseo – 155 km
| #  | Zawodnik          | Zespół | Czas       |
| -- | ----------------- | ------ | ---------- |
| 1. | Elia Viviani      | QST    | 3h 19' 57" |
| 2. | Sam Bennett       | BOH    | + 0"       |
| 3. | Niccolò Bonifazio | TBH    | + 0"       |

| #  | Zawodnik           | Zespół | Czas        |
| -- | ------------------ | ------ | ----------- |
| 1. | Simon Yates        | MTS    | 69h 59' 11" |
| 2. | Tom Dumoulin       | SUN    | + 56"       |
| 3. | Domenico Pozzovivo | TBM    | + 3' 11"    |

### Etap 18 – 24.05: Abbiategrasso – Prato Nevoso – 196 km
| #  | Zawodnik              | Zespół | Czas       |
| -- | --------------------- | ------ | ---------- |
| 1. | Maximilian Schachmann | QST    | 4h 55' 42" |
| 2. | Rubén Plaza           | ICA    | + 10"      |
| 3. | Mattia Cattaneo       | ANS    | + 16"      |

| #  | Zawodnik           | Zespół | Czas        |
| -- | ------------------ | ------ | ----------- |
| 1. | Simon Yates        | MTS    | 75h 06' 24" |
| 2. | Tom Dumoulin       | SUN    | + 28"       |
| 3. | Domenico Pozzovivo | TBM    | + 2' 43"    |

### Etap 19 – 25.05: Venaria Reale – Bardonecchia – 181 km
| #  | Zawodnik        | Zespół | Czas       |
| -- | --------------- | ------ | ---------- |
| 1. | Chris Froome    | SKY    | 5h 12' 26" |
| 2. | Richard Carapaz | MOV    | + 3' 00"   |
| 3. | Thibaut Pinot   | GFC    | + 3' 07"   |

| #  | Zawodnik      | Zespół | Czas        |
| -- | ------------- | ------ | ----------- |
| 1. | Chris Froome  | SKY    | 80h 21' 59" |
| 2. | Tom Dumoulin  | SUN    | + 40"       |
| 3. | Thibaut Pinot | GFC    | + 4' 17"    |

### Etap 20 – 26.05: Suza – Breuil-Cervinia – 214 km
| #  | Zawodnik            | Zespół | Czas       |
| -- | ------------------- | ------ | ---------- |
| 1. | Mikel Nieve         | MTS    | 5h 43' 48" |
| 2. | Robert Gesink       | TLJ    | + 2' 17"   |
| 3. | Felix Großschartner | BOH    | + 2' 42"   |

| #  | Zawodnik           | Zespół | Czas        |
| -- | ------------------ | ------ | ----------- |
| 1. | Chris Froome       | SKY    | 86h 11' 50" |
| 2. | Tom Dumoulin       | SUN    | + 46"       |
| 3. | Miguel Ángel López | AST    | + 4' 57"    |

### Etap 21 – 27.05: Rzym – Rzym – 118 km
| #  | Zawodnik            | Zespół | Czas       |
| -- | ------------------- | ------ | ---------- |
| 1. | Sam Bennett         | BOH    | 2h 50' 49" |
| 2. | Elia Viviani        | QST    | + 0"       |
| 3. | Jean-Pierre Drucker | BMC    | + 0"       |

| #  | Zawodnik           | Zespół | Czas        |
| -- | ------------------ | ------ | ----------- |
| 1. | Chris Froome       | SKY    | 89h 02' 39" |
| 2. | Tom Dumoulin       | SUN    | + 46"       |
| 3. | Miguel Ángel López | AST    | + 4' 57"    |

## Posiadacze koszulek po poszczególnych etapach
| Etap                 | Zwycięzca             | Generalna Maglia rosa | Górska Maglia azzurra | Punktowa Maglia ciclamino | Młodzieżowa Maglia bianca | Trofeo Super Team    |
| -------------------- | --------------------- | --------------------- | --------------------- | ------------------------- | ------------------------- | -------------------- |
| 1.                   | Tom Dumoulin          | Tom Dumoulin          | –                     | Tom Dumoulin              | Maximilian Schachmann     | Team Katusha-Alpecin |
| 2.                   | Elia Viviani          | Rohan Dennis          | Enrico Barbin         | Elia Viviani              | Maximilian Schachmann     | Team Katusha-Alpecin |
| 3.                   | Elia Viviani          | Rohan Dennis          | Enrico Barbin         | Elia Viviani              | Maximilian Schachmann     | Team Katusha-Alpecin |
| 4.                   | Tim Wellens           | Rohan Dennis          | Enrico Barbin         | Elia Viviani              | Maximilian Schachmann     | Mitchelton-Scott     |
| 5.                   | Enrico Battaglin      | Rohan Dennis          | Enrico Barbin         | Elia Viviani              | Maximilian Schachmann     | Mitchelton-Scott     |
| 6.                   | Esteban Chaves        | Simon Yates           | Esteban Chaves        | Elia Viviani              | Richard Carapaz           | Mitchelton-Scott     |
| 7.                   | Sam Bennett           | Simon Yates           | Esteban Chaves        | Elia Viviani              | Richard Carapaz           | Mitchelton-Scott     |
| 8.                   | Richard Carapaz       | Simon Yates           | Esteban Chaves        | Elia Viviani              | Richard Carapaz           | Mitchelton-Scott     |
| 9.                   | Simon Yates           | Simon Yates           | Simon Yates           | Elia Viviani              | Richard Carapaz           | Mitchelton-Scott     |
| 10.                  | Matej Mohorič         | Simon Yates           | Simon Yates           | Elia Viviani              | Richard Carapaz           | Mitchelton-Scott     |
| 11.                  | Simon Yates           | Simon Yates           | Simon Yates           | Elia Viviani              | Richard Carapaz           | Mitchelton-Scott     |
| 12.                  | Sam Bennett           | Simon Yates           | Simon Yates           | Elia Viviani              | Richard Carapaz           | Mitchelton-Scott     |
| 13.                  | Elia Viviani          | Simon Yates           | Simon Yates           | Elia Viviani              | Richard Carapaz           | Mitchelton-Scott     |
| 14.                  | Chris Froome          | Simon Yates           | Simon Yates           | Elia Viviani              | Miguel Ángel López        | Team Sky             |
| 15.                  | Simon Yates           | Simon Yates           | Simon Yates           | Elia Viviani              | Miguel Ángel López        | Team Sky             |
| 16.                  | Rohan Dennis          | Simon Yates           | Simon Yates           | Elia Viviani              | Miguel Ángel López        | Team Sky             |
| 17.                  | Elia Viviani          | Simon Yates           | Simon Yates           | Elia Viviani              | Miguel Ángel López        | Team Sky             |
| 18.                  | Maximilian Schachmann | Simon Yates           | Simon Yates           | Elia Viviani              | Miguel Ángel López        | Team Sky             |
| 19.                  | Chris Froome          | Chris Froome          | Chris Froome          | Elia Viviani              | Miguel Ángel López        | Team Sky             |
| 20.                  | Mikel Nieve           | Chris Froome          | Chris Froome          | Elia Viviani              | Miguel Ángel López        | Team Sky             |
| 21.                  | Sam Bennett           | Chris Froome          | Chris Froome          | Elia Viviani              | Miguel Ángel López        | Team Sky             |
| Klasyfikacja końcowa | Klasyfikacja końcowa  | Chris Froome          | Chris Froome          | Elia Viviani              | Miguel Ángel López        | Team Sky             |

## Klasyfikacje końcowe

### Klasyfikacja generalna
| M-ce | Zawodnik           | Zespół             | Czas        |
| ---- | ------------------ | ------------------ | ----------- |
| 1.   | Chris Froome       | Team Sky           | 89h 02' 39" |
| 2.   | Tom Dumoulin       | Team Sunweb        | + 46"       |
| 3.   | Miguel Ángel López | Astana Pro Team    | + 4' 57"    |
| 4.   | Richard Carapaz    | Movistar Team      | + 5' 44"    |
| 5.   | Domenico Pozzovivo | Bahrain-Merida     | + 8' 03"    |
| 6.   | Pello Bilbao       | Astana Pro Team    | + 11' 50"   |
| 7.   | Patrick Konrad     | Bora-Hansgrohe     | + 13' 01"   |
| 8.   | George Bennett     | Team LottoNL-Jumbo | + 13' 17"   |
| 9.   | Sam Oomen          | Team Sunweb        | + 14' 18"   |
| 10.  | Davide Formolo     | Bora-Hansgrohe     | + 15' 16"   |

| M-ce | Zawodnik         | Zespół                      | Punkty |
| ---- | ---------------- | --------------------------- | ------ |
| 1.   | Elia Viviani     | Quick-Step Floors           | 341    |
| 2.   | Sam Bennett      | Bora-Hansgrohe              | 282    |
| 3.   | Davide Ballerini | Androni–Sidermec–Bottecchia | 147    |
| 4.   | Sacha Modolo     | EF Education First-Drapac   | 122    |
| 5.   | Simon Yates      | Mitchelton-Scott            | 113    |

| M-ce | Zawodnik        | Zespół           | Punkty |
| ---- | --------------- | ---------------- | ------ |
| 1.   | Chris Froome    | Team Sky         | 125    |
| 2.   | Giulio Ciccone  | Bardiani CSF     | 108    |
| 3.   | Simon Yates     | Mitchelton-Scott | 91     |
| 4.   | Mikel Nieve     | Mitchelton-Scott | 79     |
| 5.   | Richard Carapaz | Movistar Team    | 65     |

| M-ce | Zawodnik           | Zespół                      | Czas         |
| ---- | ------------------ | --------------------------- | ------------ |
| 1.   | Miguel Ángel López | Astana Pro Team             | 89h 07' 36"  |
| 2.   | Richard Carapaz    | Movistar Team               | + 47"        |
| 3.   | Sam Oomen          | Team Sunweb                 | + 9' 21"     |
| 4.   | Valerio Conti      | UAE Team Emirates           | + 1h 18' 07" |
| 5.   | Fausto Masnada     | Androni–Sidermec–Bottecchia | + 1h 21' 16" |

| M-ce | Zespół           | Punkty       |
| ---- | ---------------- | ------------ |
| 1.   | Team Sky         | 267h 48' 47" |
| 2.   | Astana Pro Team  | + 24' 58"    |
| 3.   | Bora-Hansgrohe   | + 43' 32"    |
| 4.   | Team Sunweb      | + 1h 14' 35" |
| 5.   | Ag2r-La Mondiale | + 1h 30' 32" |